# هنری مکینون
هنری مکینون (انگلیسی: Henry Mackinnon؛ ۱۵ دسامبر ۱۸۵۲ – ۱۷ مارس ۱۹۲۹) فرد نظامی اهل بریتانیا بود. وی همچنین برندهٔ جوایزی همچون نشان حمام و نشان سلطنتی ویکتوریایی شده‌است.